# الدوري الإسكتلندي الدرجة الرابعة 1988–89
الدوري الإسكتلندي الدرجة الرابعة 1988–89 هو موسم من الدوري الإسكتلندي الدرجة الرابعة ‏. فاز فيه نادي بيترهيد ‏.